# Altheim (Alb)
Pour les articles homonymes, voir Altheim.
Altheim (Alb) est une commune de Bade-Wurtemberg (Allemagne), située dans l’arrondissement d'Alb-Danube, dans la région Donau-Iller, dans le district de Tübingen.

## Source
1. ↑  (de) Bevölkerungsentwicklung in den Gemeinden Baden-Württembergs 2009.